# USS Demeter
El USS Demeter (ARB-10) fue planeado como un buque de desembarco de tanques de la clase LST-542 de la Armada de los Estados Unidos, pero fue redesignado como uno de los doce buques de reparación de daños de batalla de la clase Aristaeus construidos para la Armada de los Estados Unidos durante la Segunda Guerra Mundial. Bautizado con el nombre de Demeter (Deméter, la diosa griega de la agricultura), fue el único buque de la Armada de los Estados Unidos en llevar ese nombre.

## Hundimiento
Revendido en 1961 para servicio mercante y rebautizado como Motonave, el barco fue posteriormente rebautizado como Demeter (fecha desconocida). Se hundió el 12 de enero de 1964.